# Formacja (literaturoznawstwo)
Formacja – koncepcja periodyzacyjna Jerzego Ziomka, wprowadzona do badań historycznoliterackich w 1986 roku, oznaczająca nurt literacki o najdłuższym czasie trwania (dłuższym od epoki literackiej). Koncepcja ta jest rozwinięciem propozycji Fernanda Braudela – twórcy wizji "globalnej historii", zgodnie z którą w określonym, stosunkowo długim czasie historycznym można zaobserwować rytmiczne "pasma" czasowe.
Jerzy Ziomek wyróżnił cztery wielkie formacje, które wiążą literaturę polską z kulturą europejską:
1. Średniowiecze (mające trwać do przełomu XV i XVI wieku)
2. Klasycyzm (do początku XIX wieku, obejmująca tradycyjnie wyodrębniony renesans i oświecenie)
3. Romantyzm (XIX wiek, czyli także pozytywizm i początek Młodej Polski)
4. Awangardyzm (wiek XX)

Każda z tych czterech formacji w zupełnie inny sposób odpowiada na problemy stawiane przez sztukę, w tym także literaturę (np. rozumienie twórcy i jego roli, odmienne kategorie estetyczne, wiążący mit dziejowy, podstawowy, określony stosunek do twórczości etc.).
W odróżnieniu od epoki literackiej formacja jest periodyzacją o charakterze linearnym, a nie cyklicznym, tak jak to ma miejsce w przypadku koncepcji prądu literackiego Juliana Krzyżanowskiego.